# Max Schönherr
Max Schönherr   (Maribor, 23 de novembre de 1903 - Baden bei Wien, 13 de desembre de 1984) fou un compositor, arranjador, director d'orquestra i musicòleg austríac.

## Biografia
Nascut a Marburg al Drau, conegut avui com a Maribor, Schönherr va estudiar a Graz amb Roderich Mojsisovics von Mojsvar i va ser compositor de  música orquestral lleugera a Viena. Va morir a Baden bei Wien. Fora del seu país natal, Schönherr era conegut sobretot per les seves "Danses camperoles austríaques op." 14", que es va popularitzar internacionalment. Les seves altres composicions inclouen un  Concertino per a piano i petita orquestra,  Festiu musical per a piano i petita orquestra, Danses de Salzburg  per a orquestra petita o de saló,  Perpetual Motion Op. 29"," Das Trünkene Mucklein "i el ballet" Hotel Sacher".
Els enregistraments moderns de la seva obra es limiten a dos CDs, dirigides per Manfred Müssauer amb la Donau Philharmonie Wien i publicats el 2006-7; així com una introducció de 2 CD al seu treball al segell Orf (Liebermann), format per enregistraments antics. També hi ha una sèrie d'exemples del treball de Schönherr com a director d'orquestra disponibles en disc.
Els registres més antics inclouen un 78 rpm (HMV C. 2905) de finals dels anys 1940 titulat "Austrian Peasant Dances", que té Schönherr com a arranjador: el director és Walter Goehr i l'orquestra apareix llistada genèricament com a "Orquestra Simfònica". Un conegut LP del 1963 de RCA Victor (Dynagroove LSC-2677) amb Arthur Fiedler i la Boston Pops Orchestra titulat  Concert al parc , presenta una marxa de noces que no es troba al HMV C. 2905; mentre que aquest enregistrament conté dues danses no enregistrades al LP RCA. L'enregistrament més ampli va ser realitzat per Henry Krips i la Philharmonia Orchestra, enregistrat el 1959, que comprenia  Hochzeitsmarsch aus Ebensee ,  Schuhplattler ,  Gugga Polka ,  Salzburger Schustertanz ,  Gstrampfter ,  Polsterltanz aus Ischl ,  Sautanz  i  Bauerngalopp .